# 鶯野站
鶯野站（日语：／ Uguisuno eki */?）是一座位於秋田縣大仙市的東日本旅客鐵道（JR東日本）田澤湖線的鐵路車站。

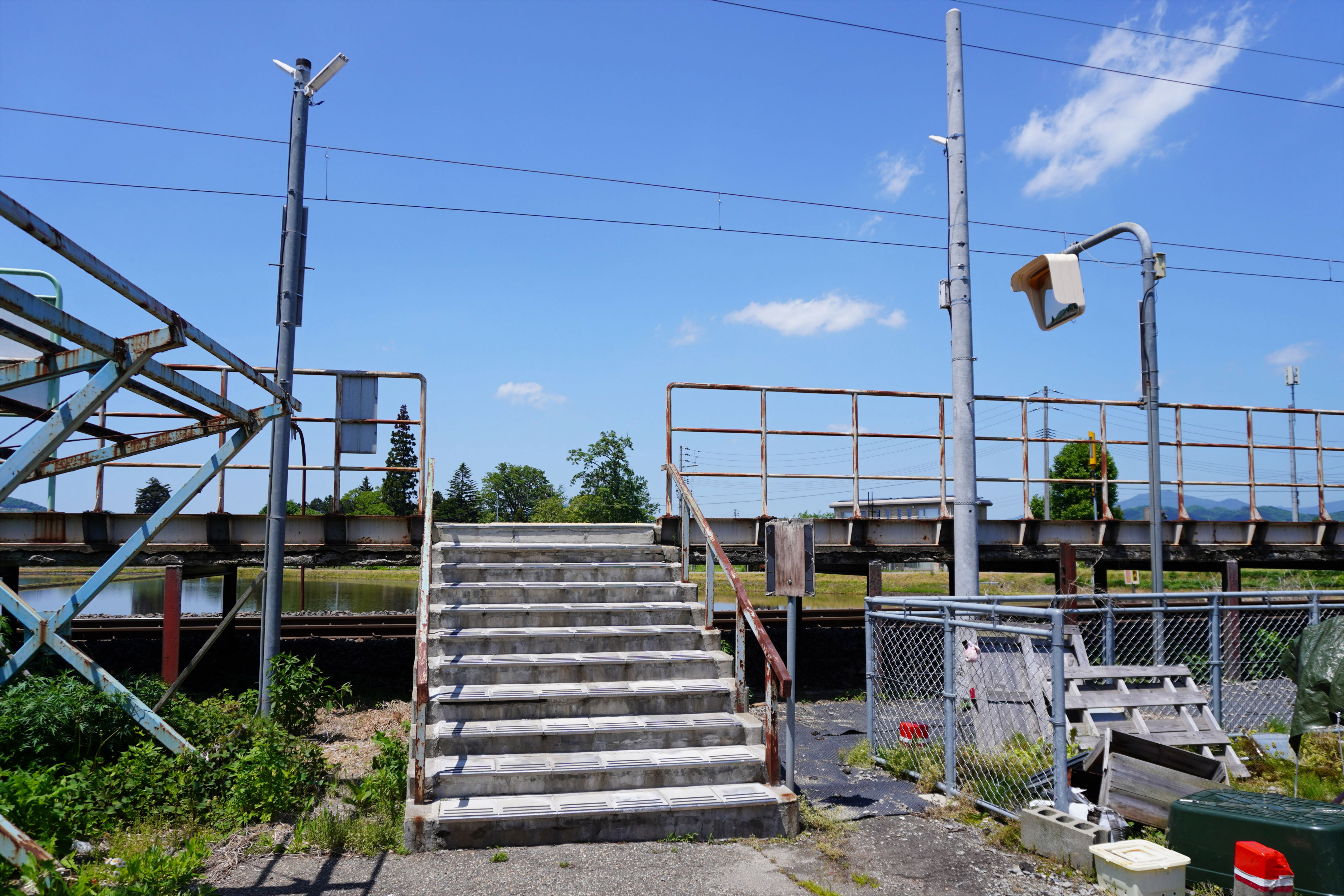
車站入口（2024年5月）

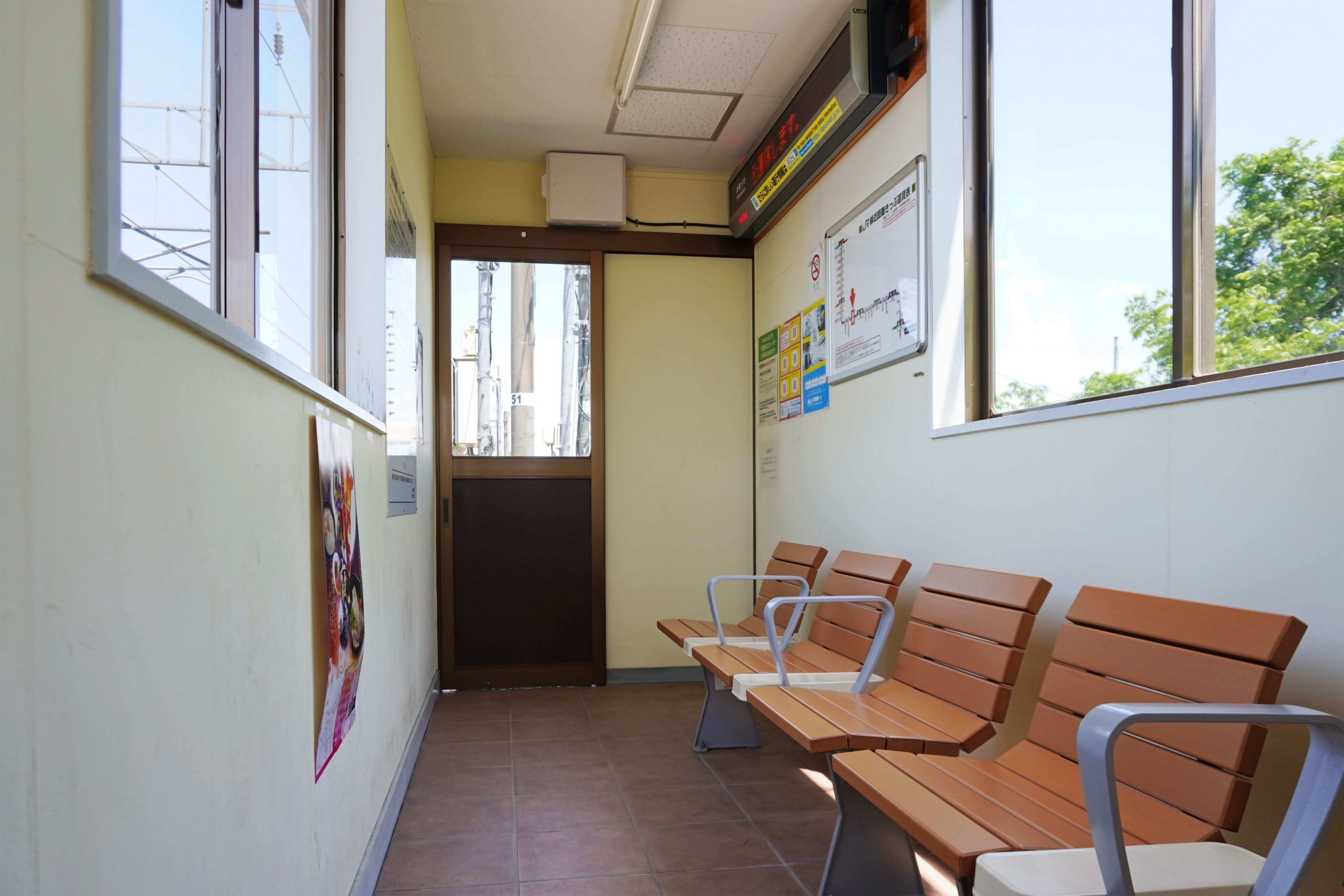
候車室内（2024年5月）

## 車站構造
側式月台1面1線的地面車站。月台上設有候車室。角館站管理的無人站。

## 历史
- 1965年（昭和40年）11月21日：車站啟用。
- 1987年（昭和62年）4月1日：因國鐵分割民營化，本站成為東日本旅客鐵道的車站。

## 車站周邊
- 國道105號
- 秋田縣道11號角館六鄉線
- 玉川

## 相鄰車站
東日本旅客鐵道
■田澤湖線
角館－鶯野－羽後長野

## 相關項目
- 日本鐵路車站列表

## 外部連結
- JR東日本 鶯野站（页面存档备份，存于）